# 한국문화관광연구원
한국문화관광연구원(韓國文化觀光硏究院, Korea Culture and Tourism Institute)은 문화예술의 창달과 문화산업 및 관광진흥을 위한 연구, 조사, 평가를 통하여 체계적인 정책개발 및 정책대안을 제시하고 문화·관광산업의 육성을 지원함으로써 국민의 복지증진 및 국가발전에 기여하기 위하여 문화기본법에 의해 2002년 12월 설립된 정책연구기관으로 문화체육관광부 산하의 기타공공기관이다. 서울특별시 강서구 금낭화로 154에 있다.

## 주요 업무
- 문화예술의 진흥 및 문화산업의 육성을 위한 조사ㆍ연구
- 문화관광을 위한 조사ㆍ평가ㆍ연구
- 문화복지를 위한 환경조성에 관한 조사ㆍ연구
- 전통문화 및 생활문화 진흥을 위한 조사ㆍ연구
- 여가문화에 관한 조사ㆍ연구
- 북한 문화예술 연구
- 국내외 연구기관, 국제기구와의 교류 및 연구협력 사업
- 문화예술, 문화산업, 관광 관련 정책 정보, 통계의 생산ㆍ분석ㆍ서비스
- 조사ㆍ연구결과의 출판 및 홍보
- 그 밖에 연구원의 설립 목적을 달성하는 데 필요한 사업

## 연혁
- 1985년 교통개발연구원내 관광연구실 설립
- 1987년 2월 한국문화예술진흥원내 문화발전연구소 설립
- 1994년 7월 (재)한국문화정책개발원 개원
- 1996년 4월 (재)한국관광연구원 개원(교통개발연구원의 관광기능 및 연구인력 이관)
- 2000년 9월 신청사 이전(강서구 방화동)
- 2002년 12월 4일 (재)한국문화관광정책연구원 개원
- 2007년 (재)한국문화관광연구원으로 이름 바꿈
- 2016년 법정법인 전환(문화기본법 제11조의2)
- 2019년 연구개발목적기관 지정
- 2020년 6월 관광특구평가(관광진흥법 법정평가) 전담기관 지정
- 2020년 12월 문화체육관광부 데이터분석센터(데이터기반행정법 근거) 지정
- 2021년 5월 기관 운영지원 예산 출연금 전환(문화기본법, 관광진흥개발기금법 개정)

## 조직

### 한국문화관광연구원장
- 이사회
  - 감사

감사실

#### 경영기획본부
- 기획조정실
  - 연구기획팀
  - 성과확산팀
- 경영지원실
  - 인재개발팀
  - 총무회계팀
  - 연구지원팀

#### 문화연구본부
- 문화예술정책연구실
- 문화예술공간연구실

#### 관광연구본부
- 관광정책연구실
- 관광산업연구실

#### 콘텐츠연구본부
- 한류경제연구팀

#### 정책정보센터
- 통계관리팀
- 데이터분석팀
- 정보사업팀